# チェンストホヴァ駅
チェンストホヴァ駅（ポーランド語：Częstochowa）はポーランドシロンスク県チェンストホヴァにあるポーランド国鉄（PKP）の鉄道駅。
2005年にポーランド国鉄が制定した国内鉄道駅格付では、Aランク駅である。

## 駅構造
今のポストモダン建築風の駅舎はクラクフの建築家Ryszard Frankowiczによってデザインされた。
プラットホームは4面あり、その内2番プラットホームは565mもあり、ポーランドで最も長い。

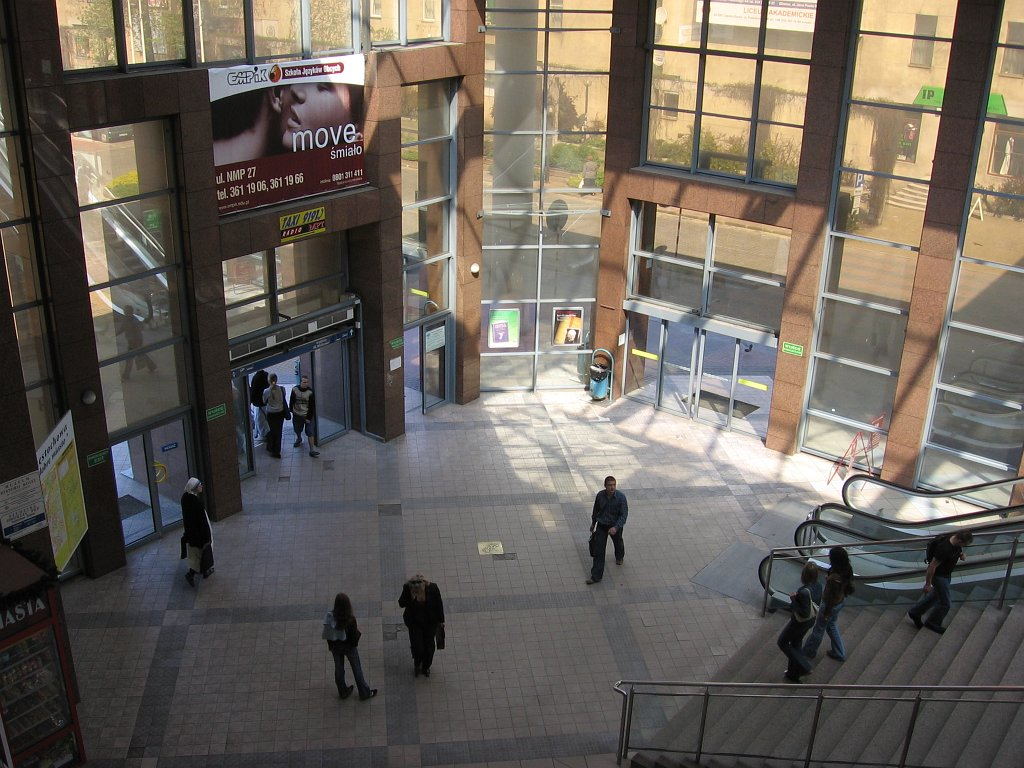
コンコース（2006年11月19日）
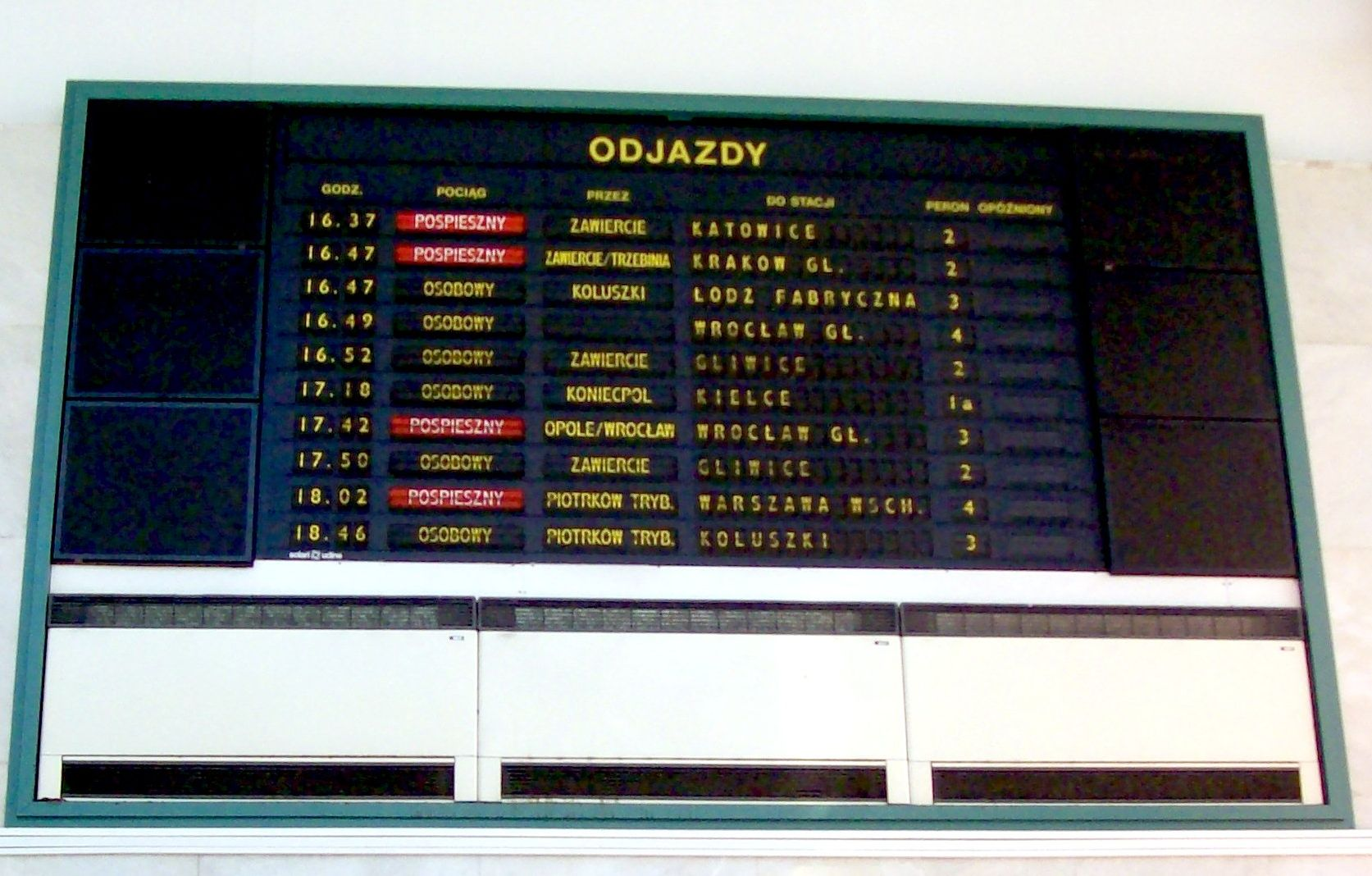
発車表（2009年5月9日）
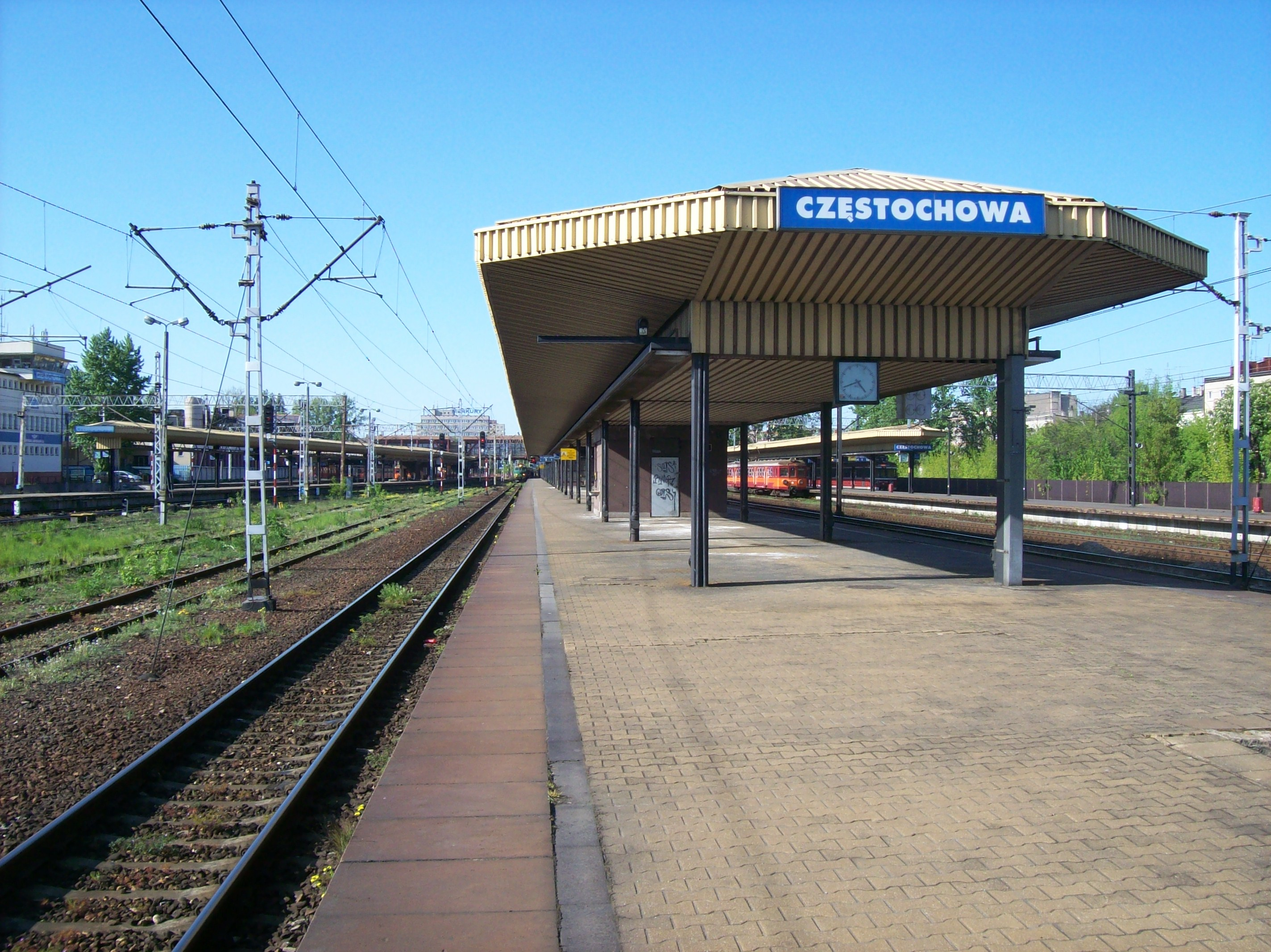
ホーム（2009年5月4日）

## 利用状況
年間200万人以上の人が利用する。

## 駅周辺
- ヤスナ・グラ修道院

## 歴史
- 1846年 - 開業。

## 隣の駅
ポーランド国鉄
1号線
チェンストホヴァ・アニョウフ駅 - チェンストホヴァ駅 - チェンストホヴァ貨物駅
700号線
チェンストホヴァ・ストラドム駅 - チェンストホヴァ駅
701号線
チェンストホヴァ駅 - チェンストホヴァ貨物駅